# Agencia de promoción de inversiones
Una agencia de promoción de inversiones (IPA, por sus siglas en inglés) es en su mayoría una entidad gubernamental (o en ocasiones una organización sin fines de lucro que opera de manera similar a una cámara de comercio o a una empresa de consultoría empresarial) cuya misión es atraer inversión hacia un país, estado, región o ciudad. Esto lo logran a través de actividades de mercadotecnia que generan conciencia acerca de un lugar como un destino atractivo para la inversión. En general, las IPAs tienen cuatro funciones principales: construcción de la imagen del país receptor de inversión, generación de inversión, gestión de proyectos y servicios de atención posterior. Si bien las IPAs desempeñan un papel importante en atraer inversión a países desarrollados, algunas de ellas también tienen una función adicional de defensa o promoción.
Las IPAs logran esto al presentar a los inversionistas a proveedores locales (materias primas u otros insumos), proporcionar datos estadísticos útiles e información empresarial, como indicadores macroeconómicos (PNB, PIB, IDH, inflación, etc.), productividad laboral, salarios promedio y sectores atractivos de la economía nacional. También brinda apoyo práctico, como la obtención de permisos o el cumplimiento de otras obligaciones administrativas, y se encarga de gestionar cualquier incentivo a la inversión que la ciudad, estado o país pueda ofrecer a los inversionistas extranjeros (empresas o individuos).